# Yannick Mayer
Yannick Mayer (Mosbach, Baden-Württemberg, 15 de febrer de 1991) és un ciclista alemany, professional des del 2014 i actualment a l'equip 0711-Cycling. També competeix en ciclocròs.

## Palmarès
- 2011
  - Vencedor d'una etapa de la Ronda de l'Isard d'Arieja
- 2015
  - Vencedor d'una etapa de la Volta a la Independència Nacional